# سان-سولبيس (آن)
سان-سولبيس (بالفرنسية: Saint-Sulpice)‏ هي بلدية فرنسية تقع في إقليم الآن في فرنسا. رمز إنسي لها هو:1387. أما الرمز البريدي لها فهو: 1340.